# دون باول فولر
دون باول فولر (بالإنجليزية: Don Paul Fowler)‏ هو عالم لغوي كلاسيكي بريطاني، ولد في 21 مايو 1953 في برمنغهام في المملكة المتحدة، وتوفي في 15 أكتوبر 1999.